# Повіт Сіранука
Пові́т Сірану́ка (яп. 白糠郡, しらぬかぐん, МФА: [ɕiɾanuka guɴ]) — повіт в Японії, в окрузі Кусіро префектури Хоккайдо.